# Sylwester Lusiusz
Sylwester Lusiusz (Brzozów, 18 settembre 1999) è un calciatore polacco, centrocampista del KS Cracovia II.

## Caratteristiche tecniche
È un centrocampista centrale.

## Carriera
Cresciuto nel settore giovanile del KS Cracovia, ha esordito in prima squadra il 9 agosto 2017 disputando l'incontro di Puchar Polski vinto ai calci di rigore contro il GKS Tychy.

## Statistiche
Statistiche aggiornate al 12 dicembre 2021.

### Presenze e reti nei club
| Stagione           | Squadra            | Campionato         | Campionato | Campionato | Coppe nazionali | Coppe nazionali | Coppe nazionali | Coppe continentali | Coppe continentali | Coppe continentali | Altre coppe | Altre coppe | Altre coppe | Totale | Totale | Totale |
| Stagione           | Squadra            | Comp               | Pres       | Reti       | Comp            | Pres            | Reti            | Comp               | Pres               | Reti               | Comp        | Pres        | Reti        | Pres   | Reti   |        |
| ------------------ | ------------------ | ------------------ | ---------- | ---------- | --------------- | --------------- | --------------- | ------------------ | ------------------ | ------------------ | ----------- | ----------- | ----------- | ------ | ------ | ------ |
| 2017-2018          | KS Cracovia        | EK                 | 2          | 0          | CP              | 2               | 0               |                    | -                  | -                  |             | -           | -           | 4      | 0      |        |
| 2018-2019          | KS Cracovia        | EK                 | 0          | 0          | CP              | 0               | 0               |                    | -                  | -                  |             | -           | -           | 0      | 0      |        |
| 2019-2020          | KS Cracovia        | EK                 | 26         | 0          | CP              | 3               | 0               | UEL                | 0                  | 0                  |             | -           | -           | 29     | 0      |        |
| 2020-2021          | KS Cracovia        | EK                 | 6          | 0          | CP              | 1               | 0               | UEL                | 0                  | 0                  | SP          | 0           | 0           | 7      | 0      |        |
| 2021-2022          | KS Cracovia        | EK                 | 15         | 0          | CP              | 0               | 0               | -                  | -                  | -                  | -           | -           | -           | 15     | 0      |        |
| Totale KS Cracovia | Totale KS Cracovia | Totale KS Cracovia | 49         | 0          |                 | 6               | 0               |                    | 0                  | 0                  |             | 0           | 0           | 55     | 0      |        |
| Totale carriera    | Totale carriera    | Totale carriera    | 49         | 0          |                 | 6               | 0               |                    | 0                  | 0                  |             | 0           | 0           | 55     | 0      |        |

## Palmarès

### Competizioni nazionali
- Coppa di Polonia: 1

KS Cracovia: 2019-2020
- Supercoppa di Polonia: 1

KS Cracovia: 2020